# Де Соуза, Рожериу
Рожериу Аполониу де Соуза (порт. Rogério Apolónio de Sousa, 18 апреля 1910, Фуншал — 1976, Лиссабон) — португальский футболист, крайний нападающий.

## Биография
Рожериу де Соуза родился 18 апреля 1910 года в португальском городе Фуншал в бедной семье.
Играл в футбол на позиции крайнего нападающего. Всю карьеру провёл в португальской «Бенфике».
Уже в первом сезоне-1932/33 в её составе стал чемпионом Лиссабона. В 1940 году завоевал второй городской титул.
В 1936—1938 годах трижды завоёвывал золотые медали чемпионата Португалии. Сезон-1936/37 стал самым результативным в карьере Соузы: в 14 матчах чемпионата страны он забил 19 мячей, став лучшим снайпером «Бенфики», а во всех турнирах сезона на его счету 32 гола. В сезоне-1937/38 Соуза забил 12 раз в 12 матчах чемпионата Португалии.
В 1940 году стал обладателем Кубка Португалии.
Последний матч в составе «Бенфики» провёл 16 июня 1940 года против «Каркавелиньос» (2:1). В течение карьеры провёл в чемпионатах Португалии 62 матча, забил 41 мяч.
Умер в 1976 году в португальском городе Лиссабон.

## Достижения

### Командные

#### Бенфика
- Чемпион Португалии (3): 1936, 1937, 1938
- Обладатель Кубка Португалии (1): 1940
- Чемпион Лиссабона (2): 1933, 1940